# Castell de Saidí
El castell de Saidí (Baix Cinca) es troba en un extrem de l'altiplà on es troba el poble de Saidí.
És d'origen medieval, i pels repetits canvis de mans que va patir la zona a la primera meitat del segle xii se suposa que ja es devia fortificar en aquella època, però de les restes actuals més antigues són parts de la muralla del segle xiii. El 1411 fou un important baluard de Jaume d'Urgell, que el va fortificar. Al segle xvi es va reformar, i la part més visible que queda del castell data d'aquesta època i consta de l'arrencada d'algunes torres i un pany de muralla atalussat, d'una cinquantena de metres de llarg.